# Skrytohrdlí

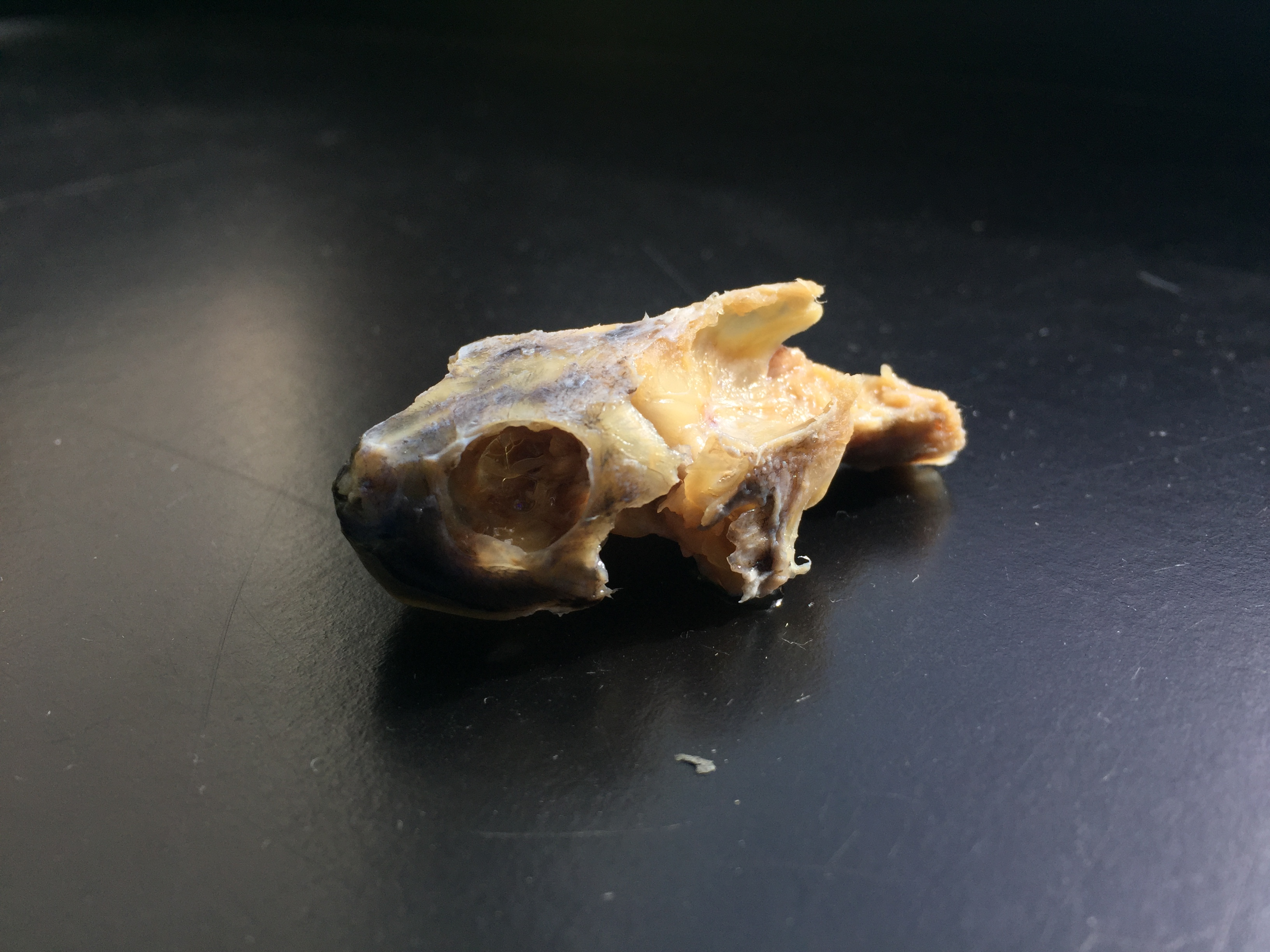
Lebka želvy z čeledi emydovití

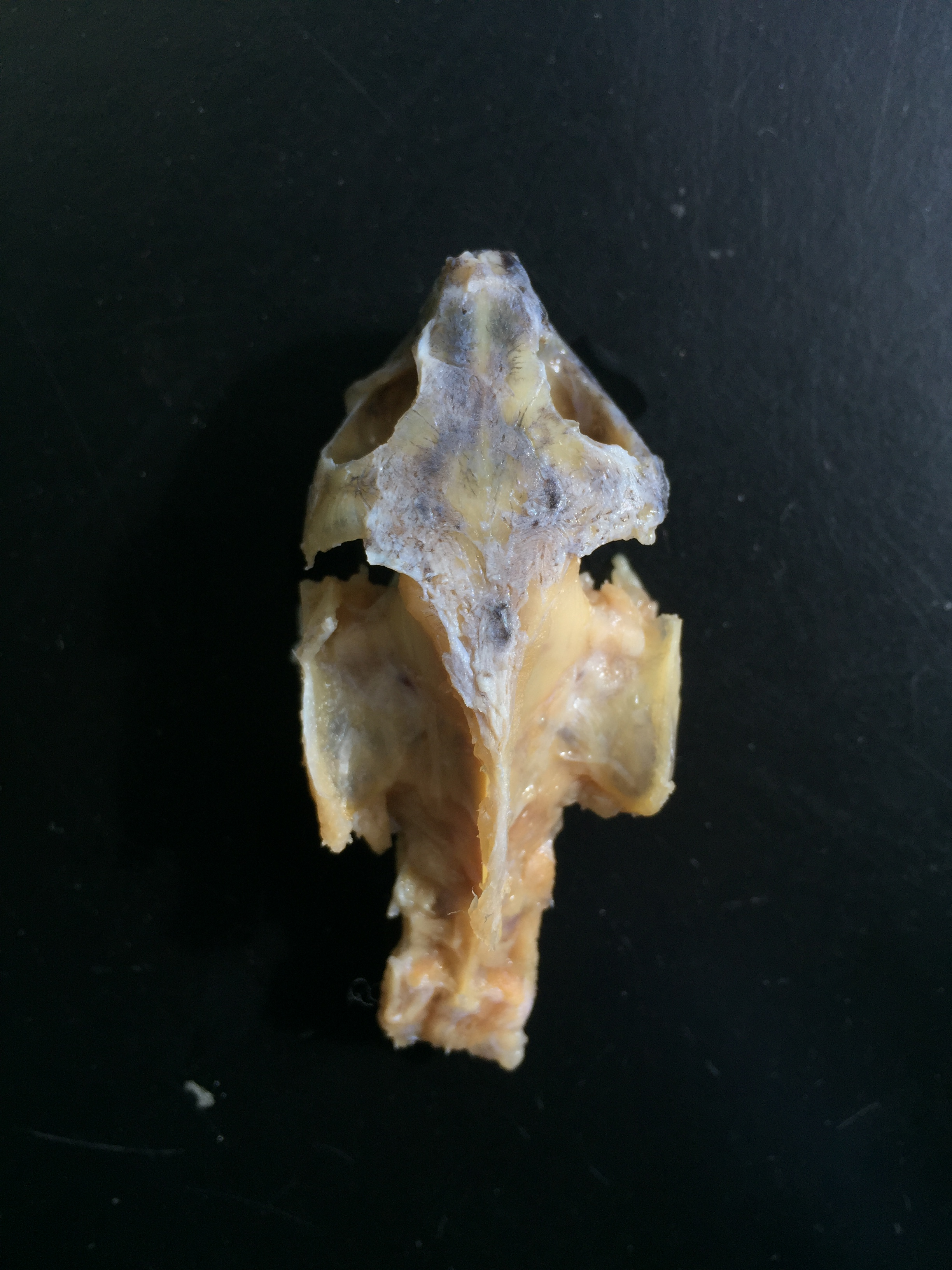
Pohled na lebku a krční obratle želvy z čeledi emydovití

Skrytohrdlí (Cryptodira) je želví podřád, který zahrnuje většinu žijících želv. Od skrytohlavých se liší způsobem, jakým zatahují krk do krunýře (dokážou zatáhnout krk a hlavu pod páteř, želvy z podřádu skrytohlaví ji schovávají do krunýře na levou nebo pravou stranu). Hlava může být u některých zástupců, jako jsou karety, druhotně nezatažitelná, resp. jen velmi málo zatažitelná. Od skrytohlavých se skrytohrdlé želvy liší rovněž tím, že pánev není pevně spojena s krunýřem.
Skrytohrdlí se dají rozdělit do těchto čeledí:
- nadčeleď Testudinoidea
  - kajmankovití (Chelydridae)
  - želvovití (Testudinidae)
  - batagurovití (Bataguridae)
  - emydovití (Emydidae)
- nadčeleď Trionychoidea
  - karetkovití (Carettochelyidae)
  - kožnatkovití (Trionychidae)
- nadčeleď Kinosternoidea
  - dlouhohlávkovití (Dermatemydidae)
  - klapavkovití (Kinosternidae)
  - hlavcovití (Platysternidae)
- nadčeleď Chelonioidea
  - karetovití (Cheloniidae)
  - kožatkovití (Dermochelyidae)